# Pere Milla
Pere Milla Pena, né le 23 septembre 1992 à Lérida, est un footballeur espagnol. Il évolue au poste d'ailier ou de milieu offensif au RCD Espanyol.

## Biographie

### Lledia Esportiu (2011-2014)
Pere Milla naît à Lérida, il est diplômé du centre de formation de l'UE Lleida.
Lors de la saison 2011-2012, il est transféré au Lleida Esportiu, à la suite de la dissolution de l'ancien club, et évolue en Segunda Division B (troisième division).

### Getafe (2014-2015)
Le 11 juin 2014, il est transféré au Getafe, et évolue avec l'équipe réserve en troisième division.
Le 14 janvier 2015, il reçoit sa première titularisation avec l'équipe première en Coupe du Roi (victoire 1-0 contre l'UD Almería).

### UD Logroñés (2015-2016)
Le 20 juillet 2015, il signe pour un an avec l'UD Logroñés, toujours en troisième division, équipe avec laquelle il inscrit 18 buts.

### SD Eibar (2016-2019)
Le 20 juin 2016, il signe avec la SD Eibar, une équipe de première division espagnole. 
Après deux prêts avec l'UCAM et Numancia, il reçoit sa première titularisation avec Eibar le 24 août 2020, lors d'une défaite contre Getafe par 2 buts à 0. 

### UCAM Murcia (2016-2017)
Le 2 août 2016, il est prêté à l'UCAM Murcia, équipe pensionnaire de deuxième division.
Le 22 avril 2017, Milla marque son unique et premier but lors d'une victoire 2-1 contre Girona.

### CD Numancia (2017-2018)
Le 6 juillet 2017, il est prêté au CD Numancia.

### Elche CF (2019-2023)
Le 15 juin 2019, il rejoint Elche, équipe pensionnaire de deuxième division.
Le 23 août 2020, après un match nul à l'aller (0-0) contre Girona, Pere Milla marque un but à la 96e minute, ce qui permet à Elche d'accéder à la Liga pour la première fois depuis cinq ans.

### RCD Espanyol (depuis 2023)
Le 15 août 2023, Milla signe quatre ans au RCD Espanyol pour une somme de 2,5 millions d'euros. Bien que convoité par des clubs de Liga, il choisit le club barcelonais qui vient pourtant d'être relégué en Segunda División, déclarant : « Je suis très excité, désireux de commencer et fort. J'avais d'autres options en Primera, mais je voulais venir ici. On est dans la division où l'on est, mais le club est d'une autre catégorie. Je veux profiter, grandir avec le club. Pour moi c'est le plus beau jour de ma vie ». Peu avant l'officialisation, l'Espanyol publie une photo sur ses réseaux sociaux montrant Milla alors enfant et dans les bras de son père, habillé aux couleurs du club.

## Statistiques
Ce tableau présente les statistiques en carrière de Pere Milla. Dans les colonnes de passes décisives, il est renseigné « - » quand les données ne sont pas connues.
| Saison                | Club                  | Championnat           | Championnat | Championnat | Championnat | Coupe(s) nationale(s) | Coupe(s) nationale(s) | Coupe(s) nationale(s) | Autres compétitions | Autres compétitions | Autres compétitions | Autres compétitions | Total | Total | Total |
| Saison                | Club                  | Division              | M.          | B.          | P.d.        | M.                    | B.                    | P.d.                  | Comp.               | M.                  | B.                  | P.d.                | M.    | B.    | P.d.  |
| 2011-2012             | Lleida Esportiu       | Segunda División B    | 17          | 1           | -           | 1                     | 1                     | 0                     | -                   | -                   | -                   | -                   | 18    | 2     | 0     |
| 2012-2013             | Lleida Esportiu       | Segunda División B    | 37          | 4           | 6           | -                     | -                     | -                     | Barrages            | 4                   | 0                   | -                   | 41    | 4     | 6     |
| 2013-2014             | Lleida Esportiu       | Segunda División B    | 30          | 3           | -           | 2                     | 1                     | 0                     | Barrages            | 4                   | 2                   | -                   | 36    | 6     | 0     |
| Sous-total            | Sous-total            | Sous-total            | 84          | 8           | 6           | 3                     | 2                     | 0                     | -                   | 8                   | 2                   | -                   | 95    | 12    | 6     |
| 2014-2015             | Getafe CF             | Liga                  | 0           | 0           | 0           | 1                     | 0                     | 0                     | -                   | -                   | -                   | -                   | 1     | 0     | 0     |
| 2014-2015             | Getafe CF B           | Segunda División B    | 35          | 6           | 1           | -                     | -                     | -                     | -                   | -                   | -                   | -                   | 35    | 6     | 1     |
| 2015-2016             | UD Logroñés           | Segunda División B    | 36          | 18          | -           | 2                     | 0                     | 0                     | Barrages            | 4                   | 0                   | -                   | 42    | 18    | 0     |
| 2016-2017             | UCAM Murcia (prêt)    | Segunda División      | 16          | 1           | 3           | 2                     | 0                     | 0                     | -                   | -                   | -                   | -                   | 18    | 1     | 3     |
| 2017-2018             | CD Numancia (prêt)    | Segunda División      | 35          | 6           | 3           | 5                     | 0                     | 0                     | Barrages            | 4                   | 0                   | 0                   | 44    | 6     | 3     |
| 2018-2019             | SD Eibar              | Liga                  | 5           | 0           | 0           | 2                     | 0                     | 0                     | -                   | -                   | -                   | -                   | 7     | 0     | 0     |
| 2019-2020             | Elche CF              | Segunda División      | 37          | 7           | 1           | 3                     | 2                     | 0                     | Barrages            | 4                   | 1                   | 0                   | 44    | 10    | 1     |
| 2020-2021             | Elche CF              | Liga                  | 32          | 4           | 3           | -                     | -                     | -                     | -                   | -                   | -                   | -                   | 32    | 4     | 3     |
| 2021-2022             | Elche CF              | Liga                  | 32          | 8           | 3           | 4                     | 0                     | 0                     | -                   | -                   | -                   | -                   | 36    | 8     | 3     |
| 2022-2023             | Elche CF              | Liga                  | 31          | 6           | 1           | 2                     | 1                     | 0                     | -                   | -                   | -                   | -                   | 33    | 7     | 1     |
| 2023-2024             | Elche CF              | Segunda División      | 1           | 0           | 0           | -                     | -                     | -                     | -                   | -                   | -                   | -                   | 1     | 0     | 0     |
| Sous-total            | Sous-total            | Sous-total            | 133         | 25          | 8           | 9                     | 3                     | 0                     | -                   | 4                   | 1                   | 0                   | 146   | 29    | 8     |
| 2023-2024             | RCD Espanyol          | Segunda División      | 24          | 4           | 1           | 1                     | 0                     | 0                     | -                   | -                   | -                   | -                   | 25    | 4     | 1     |
| Total sur la carrière | Total sur la carrière | Total sur la carrière | 368         | 68          | 22          | 25                    | 5                     | 0                     | -                   | 20                  | 3                   | 0                   | 413   | 76    | 22    |